# Comuna Stovpiv, Ciudniv
Stovpiv (în ucraineană Стовпівська сільська рада) este o comună în raionul Ciudniv, regiunea Jîtomîr, Ucraina, formată din satele Drenîkî și Stovpiv (reședința).

## Demografie
Componența lingvistică a comunei Stovpiv
     Ucraineană (99,44%)
     Alte limbi (0,56%)
Conform recensământului din 2001, majoritatea populației comunei Stovpiv era vorbitoare de ucraineană (99,44%), existând în minoritate și vorbitori de alte limbi.